# Universidad Católica San Pablo
La Universidad Católica San Pablo (UCSP) es una institución de educación superior privada peruana sin fines de lucro, centrada en la formación humanística y profesional, ubicada en la ciudad de Arequipa.
Cuenta con dos amplios campus. El principal está situado en la Urb. Campiña Paisajista muy cerca por el barrio tradicional de San Lázaro, en el centro de la ciudad. 
También está el campus de la Av. Salaverry, con el que se dio inicio a las labores universitarias y en el que ahora se desarrollan la mayoría de programas de postgrado y formación continua.
En 2009 contaba con más de 5.000 estudiantes, de los cuales la gran mayoría son alumnos de pregrado. 

## Facultades y programas
- Facultad de Ciencias Económico Empresariales
- Facultad de Ingeniería y Computación
- Facultad de Derecho
- Facultad de Ciencias Humanas

## Centros e institutos
La Universidad Católica San Pablo cuenta con los siguientes centros de extensión universitaria:
- Centro de Idiomas
- Centro Liderazgo para el Desarrollo
- Formación Continua para la Empresa
- Proyectos Educativos
- Aula del Saber
- Observatorio Juan Pablo II

## Investigación
Toda universidad tiene como fin la búsqueda de la verdad del hombre y su entorno. Esta búsqueda íntimamente ligada a la investigación, tiene en la UCSP prioridad en los temas alusivos a persona y cultura, familia, realidad nacional, identidad universitaria, liderazgo para el cambio cultural, políticas económicas y pobreza, antropología, derecho y tecnología y tecnología y cultura.
- Dirección de Investigación
- Centro de Estudios para la Persona y la Cultura
- Centro de Pensamiento Social Católico
- Centro de Estudios Peruanos
- Instituto para el Matrimonio y la Familia
- Instituto de Energía y Medio Ambiente
- Observatorio para el Desarrollo Territorial
- Centro de Investigación e Innovación en Ciencia de la Computación
- Centro de Gobierno Jose Luis Bustamante y Rivero
- Fondo Editorial

## Intercambios académicos
- Universidad de Bari
- Escuela Superior Pública de Negocios y Gestión de Polonia (LODZ)
- Universidad Francisco de Vittoria de Madrid, España
- Universidad del Salvador, Buenos Aires, Argentina
- Universidad de Extremadura, Badajoz, España
- Universidad Carlos III de Madrid
- Universidad San Pablo CEU - Madrid - España
- Pitt Community College de Carolina del Norte, EEUU
- Instituto del Sur, Arequipa-Perú
- CRISCOS